# إف-15 سترايك إيجل 3
إف-15 سترايك إيجل 3 (بالإنجليزية: F-15 Strike Eagle III) هي الجزء الثالث والأخير في سلسلة محاكاة القتال الجوي F-15 Strike Eagle من MicroProse، صدرت في ديسمبر 1992 على MS-DOS.

## القصة والإعداد
توفر اللعبة ثلاث مسارح عمليات رئيسية:
1. العراق (عاصفة الصحراء): مهام مأخوذة عن حملات حرب الخليج[11].
2. بنما: تحاكي الغزو الأمريكي لبنما عام 1989[12].
3. كوريا: تحديات على الحدود الكورية بين الشمال والجنوب[13].

## أسلوب اللعب
- واجهة المستخدم: عرض Cockpit View مع خرائط جانبية وأدوات استهداف ليزرية[14].
- التسلح: مدفع M61A1، صواريخ AMRAAM، Sidewinder، صواريخ Maverick، قنابل موجهة[15].
- المراحل الليلية: دعم ضربات ليلية باستخدام الرؤية الحرارية[16].
- المؤثرات الصوتية: أصوات محاكاة المحرك والإنذارات والتحذيرات[17].

## التطوير والإصدار
صُمّمت اللعبة على محرك مطوّر من MicroProse يدعم خرائط تضاريس ثلاثية الأبعاد وتحسُّن الأداء على حواسيب DOS في بداية التسعينيات.

## الاستقبال
- أشاد موقع MobyGames بالدقة النسبية لتمثيل التضاريس وبإضافة مهام الليل[19].
- منحت مجلة PC Review درجة 85%، مشيدة برسومات الخرائط وديناميكية الأهداف[20].
- صنّفت GameSpot اللعبة ضمن أفضل محاكيات الطيران لعام 1992[21].